# Parafia św. Jana Chrzciciela w Prandocinie
Parafia świętego Jana Chrzciciela w Prandocinie — parafia rzymskokatolicka, znajdująca się w diecezji kieleckiej, w dekanacie słomnickim.